# دیوید بی کاپلان
دیوید بی کاپلان (انگلیسی: David B. Kaplan؛ زاده ۱۹۵۸) یک فیزیک‌دان اهل ایالات متحده آمریکا است.